# Флаг сельского поселения Ильинское (Красногорский район)
Флаг муниципального образования сельское поселение Ильи́нское Красногорского муниципального района Московской области Российской Федерации — опознавательно-правовой знак, служащий официальным символом муниципального образования.
Флаг утверждён 27 февраля 2008 года и внесён в Государственный геральдический регистр Российской Федерации с присвоением регистрационного номера 4006.
14 декабря 2011, решением Совета депутатов сельского поселения Ильинское № 260/28, утверждено положение о флаге сельского поселения Ильинское в новой редакции. Рисунок флага и его описание изменений не претерпели.
Флаг составлен на основе герба сельского поселения Ильинское по правилам и соответствующим традициям геральдики и отражает исторические, культурные, социально-экономические, национальные и иные местные традиции.

## Описание
«Прямоугольное двухстороннее полотнище с отношением ширины к длине 2:3, воспроизводящее композицию герба сельского поселения Ильинское в зелёном, синем, белом, жёлтом, чёрном и малиновом цветах».
Геральдическое описание герба гласит: «В зелёном поле усечённое выгнутое горностаевое стропило, заполненное лазурью, увенчанное княжескою шапкой (золотой с горностаевой опушкой, пурпурной шапкой, жемчугами и серебряным яблоком), сопровождаемое в лазури золотым солнцем без изображения лица, вписанным в золотое кольцо».

## Обоснование символики
Флаг сельского поселения Ильинское отражает исторические, географические, культурные, социально-экономические особенности. Все фигуры имеют многозначную символику.
Более чем шестисотлетняя история административного центра поселения — села Ильинское — насыщена знаменитыми именами и яркими событиями. Долгое время Ильинское было дворцовым государевым селом, что отражено на флаге синей главкой.
Своё современное наименование Ильинское (прежде село Лужское) получило от старинной церкви во имя Ильи Пророка, первоначально деревянной, а затем отстроенной в камне в 1735 году архитектором А. П. Евлашевым, учеником знаменитого Растрелли. Наименование поселения аллегорически отражено золотым колесом, вписанным в золотое кольцо. Как известно, ветхозаветный пророк Илия был взят Богом на небо живым: «в то время как Господь восхотел вознести Илию в вихре на небо. Шел Илия с Елисеем из Галгала… Когда они шли дорогою и разговаривали, вдруг явилась колесница… и понесся Илия вихрем на небо.» (4 Цар. 2:1, 11).
Солнце — источник тепла, мира и согласия — изливает на землю поток жизнетворческих сил, а на людей — свою благодать. Люди солнца — мудрые, верные, надёжные друзья.
Кольцо, которым увенчано солнце, аллегорически показывает связь времён, историческую преемственность поколений.
На главке помещена княжеская шапка из герба рода князей Юсуповых — богатейшего рода в царской России. Князь Николай Борисович Юсупов, владелец Архангельского, принадлежал к одному из древнейших дворянских родов России, ведущему своё начало от легендарного пророка Мухаммеда (VI век нашей эры). Николай Борисович имел высший чин действительного тайного советника первого ранга, был награждён всеми орденами Российской империи. Именно для Н. Б. Юсупова придумали (специально для него) жемчужный эполет, который князь носил на правом плече и какого более никто не имел.
Малиновый цвет (пурпур) символизирует достоинство, славу, почёт.
О личностях, пребывавших в разное время в Ильинском, говорит горностаевое острие: поэты Н. М. Языков, П. В. Киреевский, В. А. Жуковский, А. С. Пушкин, писатель С. Т. Аксаков, многие члены императорской фамилии, в том числе императрица Елизавета Алексеевна, великая княгиня Елизавета Фёдоровна, великий князь Константин Романов, написавший такие строки об Ильинском:

Чтоб и умом, и сердцем отдохнуть,
Здесь, в тишине безмолвной и привольной,
Так мирно, так легко дышала грудь.

Горностай — символ королевского достоинства, власти, знатности, величия, светской и религиозной знатности.
Нельзя не отметить и историческую составляющую Ильинского шоссе — аллегорически оно показано изгибом стропила. Уже в XVII веке эти места привлекали российскую аристократию. Князья Голицыны, а затем Юсуповы не жалели средств для своей резиденции.
Стропило имеет многозначную символику и аллегорически показывает:
музей-усадьбу «Архангельское», замечательный памятник русской художественной культуры конца XVIII — начала XX веков, широко известный величественной красотой дворцово-паркового ансамбля и великолепием разнообразных коллекций: живописи, графики, скульптуры, произведений декоративно-прикладного искусства, а также коллекцией редких книг. Уже в 1820-е годы Архангельское было известным и притягательным центром светской жизни, центром искусств, который посещали не только российские императоры, знатные дворяне, политические деятели, известные поэты и публицисты, но и более широкая публика;
великолепную ландшафтную геометрию, искусно созданные аллеи, классические скульптуры — все, как в лучших дворцовых парках Европы. Усадьба поражает красотой и величием классических архитектурных форм, мраморные статуи украшают террасы дворцов, павильоны и колоннады построены по строгим законам симметрии;
липовую аллею, которую в память о русском воине, рядовом, офицере или генерале, павшем в Бородинском сражении, высаживал генерал граф Остерман-Толстой, а помогал ему и высаживал липы навстречу от своего Архангельского князь Николай Борисович Юсупов. И сегодня можно увидеть тут вековые липы, стоящие по обе стороны дороги и гордо взирающие на потомков.
Белый цвет (серебро) — символ совершенства, благородства, чистоты, веры, мира.
Чёрный цвет — символ покоя, благоразумия, мудрости.
Жёлтый цвет (золото) — символ богатства, великолепия, уважения и интеллекта.
Синий цвет — символ возвышенных устремлений, мышления, искренности и добродетели.
Красный цвет — символ силы, мужества, труда, красоты и праздника.
Зелёное поле флага дополняет символику и показывает живописные окрестности Ильинского, манящие к себе своей красотой, великолепием местных пейзажей.
Зелёный цвет — цвет природы, символ надежды, жизни, весны, радости, здоровья.